# Cà de' Gatti
Cà de' Gatti è una frazione del comune cremonese di Pieve d'Olmi, costituita da una cascina posta a sud-est del centro abitato.

## Storia
La località era una comunità residente in un gruppetto di fattorie del Contado di Cremona con 95 abitanti a metà Settecento. A sud il territorio toccava il Po e quindi il confine di Stato.
La riforma amministrativa della Lombardia decisa dall’imperatrice Maria Teresa nel 1757 soppresse il comune annettendolo a Pieve d'Olmi, ma una speciale dispensa continuò a configurarlo separatamente ai fini censuari, con confini ufficialmente definiti.